# 福岡市立城西中学校
福岡市立城西中学校（ふくおかしりつじょうせいちゅうがっこう）は、福岡県福岡市城南区にある公立中学校。

## 沿革
- 1937年（昭和12年） - 城西高等小学校として設立。
- 1938年（昭和13年） - 火災発生により校舎全焼。
- 1947年（昭和22年） - 6・3制実施により城西中学校として開校。
- 1963年（昭和38年） - 水害により床上浸水。火災により校舎一部損失。
- 1986年（昭和62年） - 校舎改修工事終了。
- 1989年（平成元年） - 講堂兼体育館新築完成。
- 1993年（平成5年） - 清掃協力校として市から表彰を受ける。

## 校訓
- 礼節・錬磨・創造

## 生徒会活動
- 生徒総会
  - 中央委員会
  - 学習委員会
  - 生活委員会
  - 整美委員会
  - 保健・体育委員会
  - 文化委員会
  - 給食委員会

## 部活動

### 運動部
- 男子野球部（男子）
- サッカー部（男子）
- 女子バレーボール部（女子）
- バスケット部（男女）
- 男子卓球部（男子）
- 男女剣道部（男女）
- 男子・女子ソフトテニス部（男女）
- 女子ソフトボール部（女子）
- 男女陸上競技部（男女）

### 文化部
- 放送部（男女）
- 吹奏楽部（男女）
- 美術部(男女)

## 主な卒業生
- 伊藤鉄英（医師、大学院教授）
- 相川良太 - プロ野球選手（オリックス・バファローズ）
- 佐藤天彦 - 将棋棋士

## 主な学校行事
- 4月 - 始業式、入学式 、自然体験学習（1年生）
- 5月 - 体育大会
- 6月 - 生徒総会、期末考査
- 7月 - 終業式
- 8月 - 夏休み
- 9月 - 始業式、職場体験学習（2年生）
- 10月 - 合唱コンクール
- 11月 - クラスマッチ（全学年）期末考査
- 12月 - 終業式、修学旅行（2年生）
- 1月 - 始業式、私立前期入試
- 2月 - 私立後期入試、学年末考査
- 3月 - 公立高校入試、卒業式、修了式

## 交通アクセス
- 福岡市営地下鉄七隈線別府駅から徒歩約5分。

## 周辺施設
- 城南区役所
- 大濠公園
- NHK福岡放送局
- 別府交番
- 福岡市営地下鉄六本松駅
- 福岡市営地下鉄別府駅
- 福岡市立鳥飼小学校
- 福岡市立草ヶ江小学校
- 中村学園女子中学校・高等学校